# Ułukauje
Ułukauje (biał. Улукаўе; ros. Улуковье, Ułukowje; pol. hist. Ułukowie) – agromiasteczko na Białorusi, w obwodzie homelskim, w rejonie homelskim, w sielsowiecie Ułukauje, nad Ipucią i przy drodze magistralnej M10.
W XIX i w początkach XX w. wieś i folwark należący do Faszczów. Ułukowie położone było wówczas w Rosji, w guberni mohylewskiej, w powiecie homelskim. Następnie w granicach Związku Sowieckiego. Od 1991 w niepodległej Białorusi.